# Atreyu
Atreyu (Атрейу) — американская группа из Калифорнии, играющая металкор. Первоначально группа называлась «Retribution», но позже была переименована в «Atreyu» в честь одного из героев фильма «Бесконечная история».

## История

### Начало 1998—2002
Группа была сформирована в течение 1998—99 годов. Спустя некоторое время музыканты выпустили первый EP «Visions». Запись принесла группе успех на южно-калифорнийской металкор сцене, который был подкреплён регулярными концертами.
Музыканты выпустили очередной EP «Fractures In The Façade Of Your Porcelain Beature» в 2001 году. Пластинка включила в себя песни «Living Each Day like You’re Already By Dead», «Someone’s Standing On My Chest» и «Tulips Are Better», которые впоследствии были переработаны и включены в треклист третьего релиза группы.

Логотип Atreyu

Мини-альбом «Fractures In The Façade Of Your Porcelain Beature» привлек к себе внимание влиятельного лейбла «Victory Records», который предложил музыкантам контракт.

### 2002—2006
В 2002 году группа выпустила свой первый полноценный альбом «Suicide Notes And Butterfly Kisses». Пластинка получила значительный успех у поклонников металкора, а также получила положительные отзывы от музыкальной прессы, включая издания « L. A. Times», «Guitar Worlds» и «Metal Maniacs». На данный момент альбом разошёлся по миру в количестве свыше 100 тысяч копий и были изданы два успешных сингла «Ain’t Love Grand» и «Lip Gloss and Black». К концу 2003 года группа приступила к работе над очередным альбомом. В начале 2004 года пластинка «Suicide Notes And Butterfly Kisses» была переиздана с включением дополнительного DVD, содержащего съёмки с концерта группы. В течение года коллектив отыграл на второй сцене знаменитого фестиваля «Ozzfest» наряду с «Slipknot», «Lamb of God», «Bleeding Through» и «Hatebreed», а также отметился на фестивале «Vans Warped Tour» и отправился в свой собственный тур «Bitter, Broken, Bound and Gagged Tour» по США.
Летом 2004 года музыканты представили второй альбом «The Curse». Сингл альбома «Right Side of the Bed» получил высокую ротацию на Fuse и отметился в MTV2 «Headbangers Ball». Второй сингл «The Crimson» так же имел определённый успех у радиостанций. В течение лета 2005 года альбом «The Curse» был переиздан с новым оформлением и дополнительным DVD, включающим в себя четыре видеоклипа группы на одной стороне диска, и материал о группе, включая их видеоклип «Knife Blood Nightmare» на второй.
Весной 2005 года группа «Atreyu» отправилась в очередной собственный тур «Thick As Thickers Tour» в компании с «Norma Jean», «Unearth» «Scars Of Tomorrow». По завершении собственного тура музыканты присоединились к туру «Taste Of Chaos», в компании с «The Used», «My Chemical Romance», «Killswitch Engage», «Senses Fail», «Underoath» и «A Static Lullaby». Данный тур был запечатлен на DVD «Taste Of Chaos». В течение года «Atreyu» в очередной раз засветилась на «Vans Warped Tour», где им была отведена главная сцена фестиваля.
Весной 2006 года музыканты «Atreyu» представили свой третий альбом «A Death Grip On Yesterday». В течение года группа вновь выступила на «Taste Of Chaos» наряду с командами «Silverstein», «Thursday», «Thrice» и «Deftones».

### 2007—2011

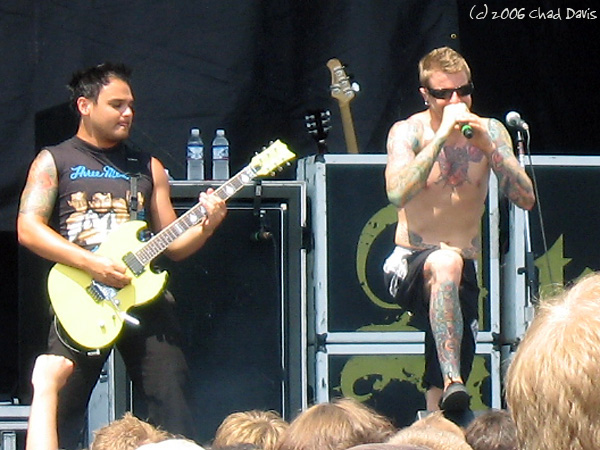

В августе 2007 года вышел четвёртый альбом группы — «Lead Sails Paper Anchor». На этом альбоме группа отошла от привычного для себя стиля, уклонившись в «тяжелый рок с металкор-вставками», по словам вокалиста Алекса Варкатцаса. В 2008 году вышло переиздание альбома «Lead Sails Paper Anchor 2.0». В него вошли несколько треков с японского издания.
Пятый альбом группы, названный «Congregation of The Damned» был выпущен 29 октября 2009 года. По словам участников Atreyu, альбом гораздо более тяжелый и мрачный, чем предыдущие работы группы. По словам Варкатцаса, «Congregation of The Damned» представляет собой «смесь всего, что мы когда-либо играли. В каждой мелодичной и по-роковому драйвовой песне есть своя метальная изюмина, которая вышибет из вас все дерьмо, что, несомненно, делает нас по-настоящему хорошей группой».
В 2010 году выпустили EP с каверами «Covers Of Damned».
В 2011 году группа опубликовала следующее сообщение:
«Привет, вы все спрашивали, что у нас происходит. Atreyu решили взять длинную паузу после 11 лет активности. Мы не разваливаемся, но мы не будем ничего сочинять и ездить в турне какое-то время — просто берем паузу для восстановления сил и полностью посвятим себя другим аспектам нашей жизни. Спасибо всем, кто поддерживал нас и дал нам основания на существование все эти 11 лет. Мы надеемся встретиться со всеми вами в один прекрасный день, ну а пока… У всех из нас есть свои проекты и мы будем рады, если вы обратите на них своё внимание, особенно если будете сильно по нам скучать».

### 2014 — наши дни
Перерыв продлился 3 года. 1 июля 2014 года группа официально объявила о возвращении в музыкальную деятельность.
5 сентября 2014 года, группа выпустила новую песню под названием «So Others May Live».
В 2015 группа объявляет о выходе нового альбома Long Live. Релиз состоялся 18 сентября 2015 года.

## Состав группы

### Текущие участники
- Брендон Сэллер (англ. Brandon Saller) — вокал, клавишные (1998 — настоящее время), ударные (1998—2020)
- Дэн Джейкобс (англ.  Dan Jacobs) — соло-гитара, бэк-вокал (1998 — настоящее время), ритм-гитара (1998—2000)
- Трэвис Мигель (англ. Travis Miguel) — ритм-гитара, бэк-вокал (2000 — настоящее время)
- Марк Макнайт (англ. Marc McKnight) — бас-гитара (2004 — настоящее время), вокал (2020 — настоящее время), бэк-вокал (2004—2020)
- Кайл Роза (англ. Kyle Rosa) — ударные (2020 — настоящее время)

### Бывшие участники
- Брайан О’Доннелл (англ. Brian O'Donnell) — бас-гитара (1998)
- Кайл Стэнли (англ. Kyle Stanley) — бас-гитара (1998—2001)
- Крис Томпсон (англ. Chris Thompson) — бас-гитара (2001—2004)
- Алекс Варкатзас (англ. Alex Varkatzas) — вокал (1998—2020)

## Дискография
Студийные альбомы
- 2002: Suicide Notes and Butterfly Kisses
- 2004: The Curse
- 2006: A Death-Grip on Yesterday
- 2007: Lead Sails Paper Anchor
- 2009: Congregation of the Damned
- 2015: Long Live
- 2018: In Our Wake
- 2021: Baptize
- 2023: The Hope Of A Spark

Сборники
- 2007: The Best Of… Atreyu

Мини-альбомы
- 1999: Visions
- 2001: Fractures in the Facade of Your Porcelain Beauty
- 2010: Covers of the Damned